# Snooker plus

Disposição de uma mesa de snooker plus

Snooker plus (ou snooker-plus) é uma versão obsoleta do snooker.
A variante foi criada por Joe Davis, que venceu o campeonato mundial de snooker várias vezes, tendo sido introduzida ao público em 26 de outubro de 1959 num torneio de snooker.
Davis pretendia avivar a modalidade do snooker e adicionou uma bola laranja (8 pontos) e uma bola púrpura (10 pontos) ao conjunto habitual. A ideia não pegou.